# David Prosho
David Prosho (Leicestershire, 17 februari 1965) is een Brits acteur.

## Biografie
Prosho studeerde van 1983 tot en met 1986 in drama, televisie en theaterwetenschap aan de University of Winchester in Winchester.
Prosho begon in 1995 met acteren in de Britse televisieserie Hollyoaks, waarna hij nog meerdere rollen speelde in televisieseries en films. Hij is vooral bekend van zijn rol als rechercheur Ian Mitchell in de televisieserie Scott & Bailey waar hij in 31 afleveringen speelde (2011-2016).

## Filmografie

### Films
Uitgezonderd korte films.
- 2016 To Walk Invisible: The Bronte Sisters - als
- 2007 Britz - als senior officier
- 2005 The Government Inspector - als Steve Haws
- 2005 Faith - als Green
- 2000 Blind Ambition - als Mike Waite
- 2000 This Is Personal: The Hunt for the Yorkshire Ripper - als rechercheur Parks
- 1999 Walking on the Moon - als mr. Holmes
- 1997 Police 2020 - als dr. Fortnum

### Televisieseries
Uitgezonderd eenmalige gastrollen.
- 2022 The Undeclared War - als Sean Cleary - 2 afl.
- 2020 The First Team - als bookmaker Terry - 2 afl.
- 2017 In the Dark - als Ted Carter - 2 afl.
- 2011-2016 Scott & Bailey - als rechercheur Ian Mitchell - 31 afl.
- 2012 Secret State - als MI6 agent - 2 afl.
- 2012 The Syndicate - als Jimmy - 2 afl.
- 1999-2001 The Cops - als brigadier - 16 afl.
- 2000 Coronation Street - als Josh Cunningham - 2 afl.
- 2000 The Vice - als medewerker immigratiedienst - 2 afl.
- 1996 Children's Ward - als Pete Jones - 2 afl.